# Mouriri helleri
Mouriri helleri är en tvåhjärtbladig växtart som beskrevs av Nathaniel Lord Britton. Mouriri helleri ingår i släktet Mouriri och familjen Melastomataceae.
Artens utbredningsområde är Puerto Rico. Utöver nominatformen finns också underarten M. h. samanensis.